# Muntplein (Kampen)
Het Muntplein in de Nederlandse stad Kampen is een plein waar de Boven- of Sint Nicolaaskerk staat. Het plein vormt de kruising van de Hofstraat, Oudestraat, Muntsteeg, Venestraat en de Koornmarkt.
Op het plein is een kunstwerk geplaatst van een (hoef)smid als eerbetoon aan een in de Middeleeuwen veelvuldig voorkomend beroep binnen de stadsgrenzen van Kampen.
Botermarkt ·
Broederweg ·
Buiten Nieuwstraat ·
Burgwal ·
Burgwalstraat ·
Gasthuisstraat ·
Geerstraat ·
Groenestraat ·
Kerkstraat ·
Koornmarkt ·
Muntplein ·
Nieuwe Markt ·
Oude Raadhuisplein ·
Oudestraat ·
Plantage ·
Van Heutszplein ·
Vloeddijk ·
Voorstraat ·
IJsselkade